# Västerdalsbanan
Västerdalsbanan är en oelektrifierad järnväg längs Västerdalälven i Dalarnas län (Borlänge)–Repbäcken–Vansbro–Malung–Malungsfors. Persontrafiken är nedlagd sedan december 2011.

## Trafik
En ganska omfattande godstrafik går mellan Borlänge och Vansbro, där timmer lastas vid Dalasågen på Inlandsbanan nära Vansbro. Godstrafik går också mellan Vansbro och Rågsveden. Godståg med skogsprodukter avgår från Malungsfors ofta med destination i någon hamn eller mycket stort fjärrvärmeverk.

## Historia
Banan, som ursprungligen fortsatte till Särna, ligger kvar mellan Malung och en punkt omkring en kilometer bortom Malungsfors. Bandelen norr om Malung drivs numera av ett bolag med flera stora skogsföretag och kommunen som delägare som rustat upp den sista biten och återuppbyggt terminalen i Malungsfors.
Banan är ursprungligen en sammanslagning av ett antal bandelar som byggts vid lite olika tidpunkter. Sist tillkom Statsbanan Vansbro−Malung (1934, över Äppelbo och Yttermalung). Innan dess nådde tåg Malung och Limedsforsen via en sidobana till Inlandsbanan som byggdes 1892 från Brintbodarna mellan Vansbro och Mora. Dessa banor var dock inte någon del i dagens Västerdalsbana. Den förlängdes på 1920-talet från Limedsforsen via Sälen till Särna. 
Repbäcken–Björbo var en del av Falun–Västerdalarnes Järnväg (invigd 1905), som gick Falun–Björbo, men som idag är uppriven mellan Falun och Repbäcken. Björbo–Vansbro var en del av järnvägen Tillberga–Ludvika–Vansbro som invigdes 1907 och ägdes av Stockholm–Västerås–Bergslagens Järnvägar.

### Nedläggning och återinvigning
Persontrafiken upphörde 1961 på sträckan Sälen-Särna och 1969 på sträckan Malung-Sälen. Järnvägen mellan Malungsfors och Sälen lades ner 1972 och revs snart upp. Mellan Malung och Malungsfors var underhållet avslutat sedan mitten av 2000-talet men återupptogs i samband med återöppnandet av terminalen  i Malungsfors.
Den 10 december 2011 gick sista persontåget mellan Borlänge och Malung och sedan lades persontrafiken ned. Trafiken gick då som en del av länstrafiksystemet Tåg i Bergslagen med driftoperatören Tågkompaniet. Fordonen var motorvagnståg av modellen Itino. 
Innan Itino användes Y1.
Orsaken till nedläggningen av persontrafiken sades av Tåg i Bergslagen vara det dåliga underhållet från Trafikverkets sida, samt för att banans status som provbana för signalsystemet ERTMS skulle kräva en mycket dyr ombyggnad av tågen (20 miljoner), något staten inte vill betala, och inte heller länet (som äger tågen via Tåg i Bergslagen).
Timmertrafiken från Vansbro ställdes in från januari till juni 2013 på grund av att operatören Rush Rail, som hade övertagit trafiken, inte hade några ERTMS-utrustade lok. Sedan loken utrustats har dock timmertrafiken på Västerdalsbanan återupptagits. Den 18 februari 2014 beslöt Trafikverket att fr.o.m. december 2014 dra in underhållet på sträckan Rågsveden-Malung och därmed stänga banan för trafik.   Detta beslut har sedan tagits tillbaka, efter att tåglägen har begärts för ny godstrafik från Malung. Sträckan Rågsveden–Malung-Malungsfors och terminalområdet i Malungsfors har fått underhåll/upprustning för 100 miljoner och återinvigdes 2019 för transport av skogsprodukter

### ERTMS
Banan har fått en variant av EU:s nya signalsystem ERTMS, kallat ERTMS Regional, installerat. Botniabanan var först i Sverige med ERTMS, och Västerdalsbanan är först i världen med ERTMS Regional. Anledningen till att Västerdalsbanan blev den första installationen är att banan förutom att vara representativ för lågtrafikerade banor ligger i närheten av Trafikverkets huvudkontor. I november 2010 kördes provtåg med ERTMS Regional som demonstrerades för utländska järnvägsexperter. ERTMS togs i drift den 21 februari 2012, och en demonstration för världspress och UIC-delegater genomfördes den 24 april 2012.
Trafikverket har valt att inte arbeta vidare med ERTMS Regional (nivå 3) och planerar att införa ERTMS nivå 2 med axelräknare istället på Västerdalsbanan. Införandet beräknas vara klart till årsskiftet 2025/2026.